# Chapelle de Locmaria de Ploemel
La chapelle Notre-Dame de Pitié est située au lieu-dit « Locmaria », sur la commune de Ploemel dans le Morbihan.

## Historique
À partir du XIVe siècle, la chapelle a une destination funéraire puisque la famille Broérec reconstruit la chapelle et implante un caveau de famille sous l'ancien chœur, aujourd'hui disparu. Il ne reste dans la nef, que la pierre tombale de Pierre de Broérec qui est mort à Saumur, pendant la guerre de Cent Ans, en 1340. Il faisait partie de l'armée bretonne qui aidait Philippe VI de Valois dans sa lutte contre la coalition anglo-flamande. La pierre tombale était celle du premier tombeau de Pierre de Broérec. Elle est faite en tuffeau ce qui a permis les nombreuses sculptures. Elle  été rapatriée à Locmaria en même temps que le corps.

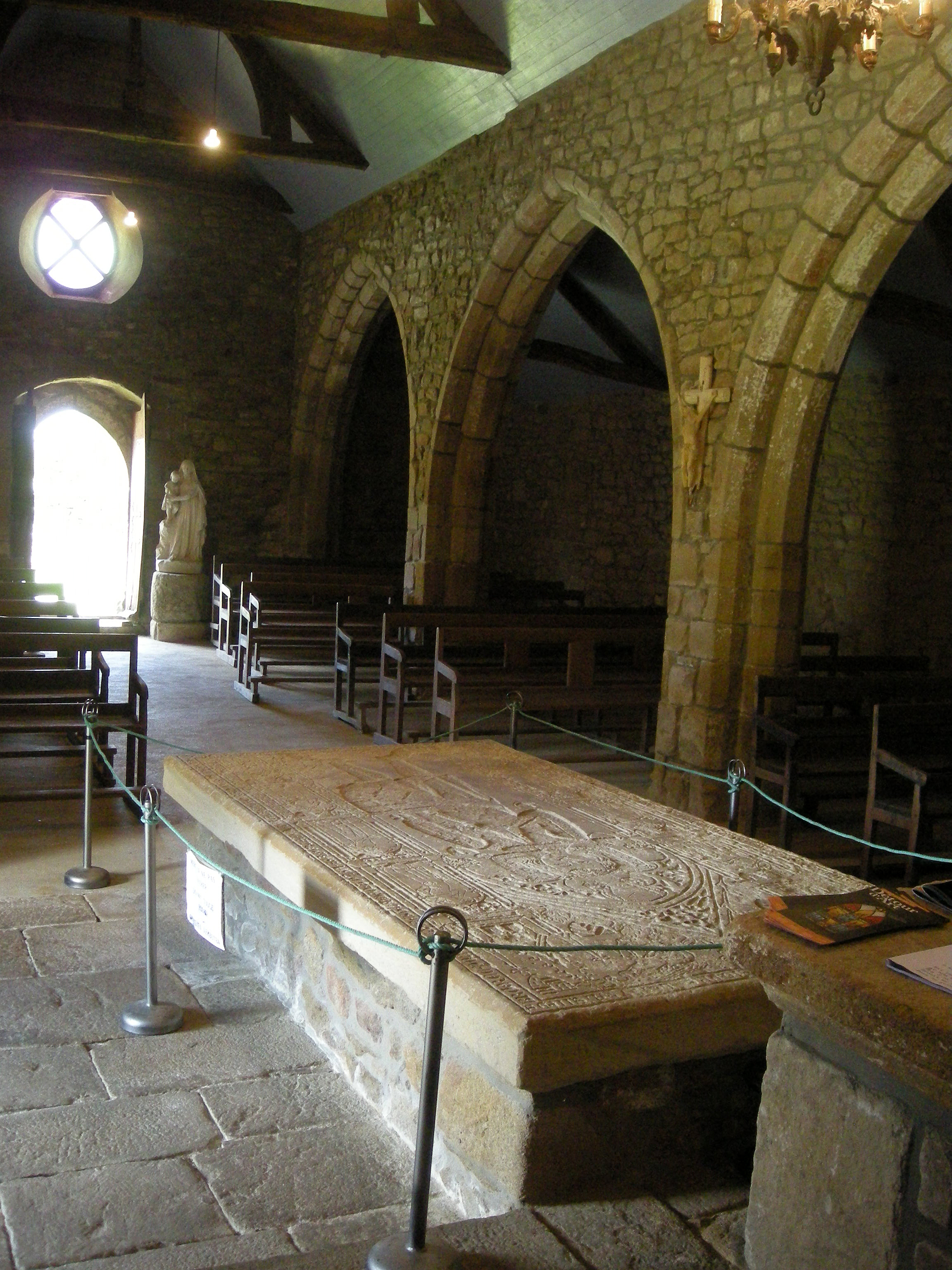
La pierre Tombale vue de l'autel vers le portail.
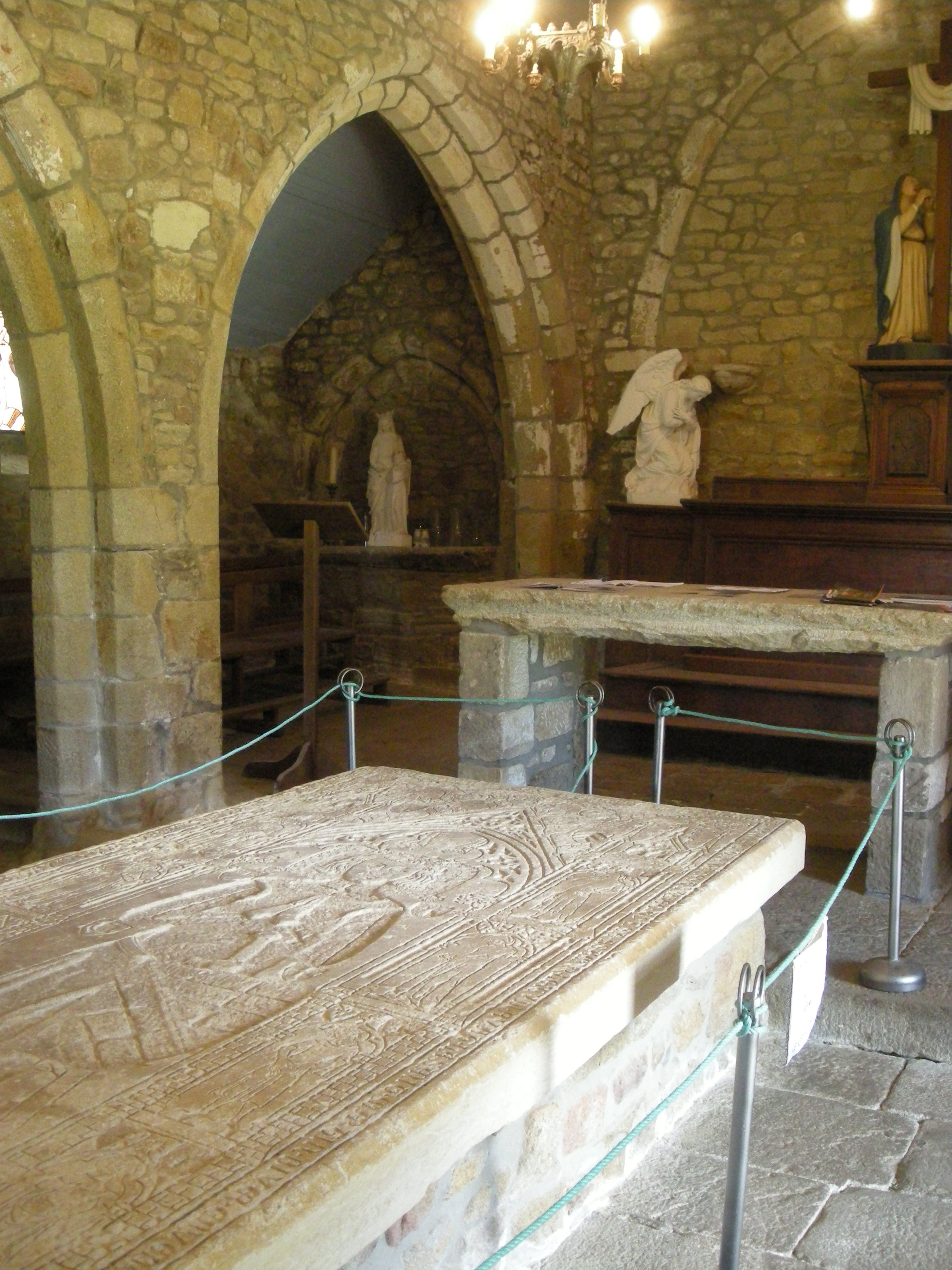
La pierre Tombale vue vers l'autel

L'édifice actuel, dont la construction remonte à la fin du XVe siècle, est de forme rectangulaire à triple vaisseau. Ce n'est en fait que la nef de l'ancienne chapelle plus vaste. Le chevet actuel est le mur de l'ancien chancel, dont l'arc diaphragme a été comblé. L'ancien chœur a été supprimé en 1830 ; c'est alors que la pierre tombale fut découverte.

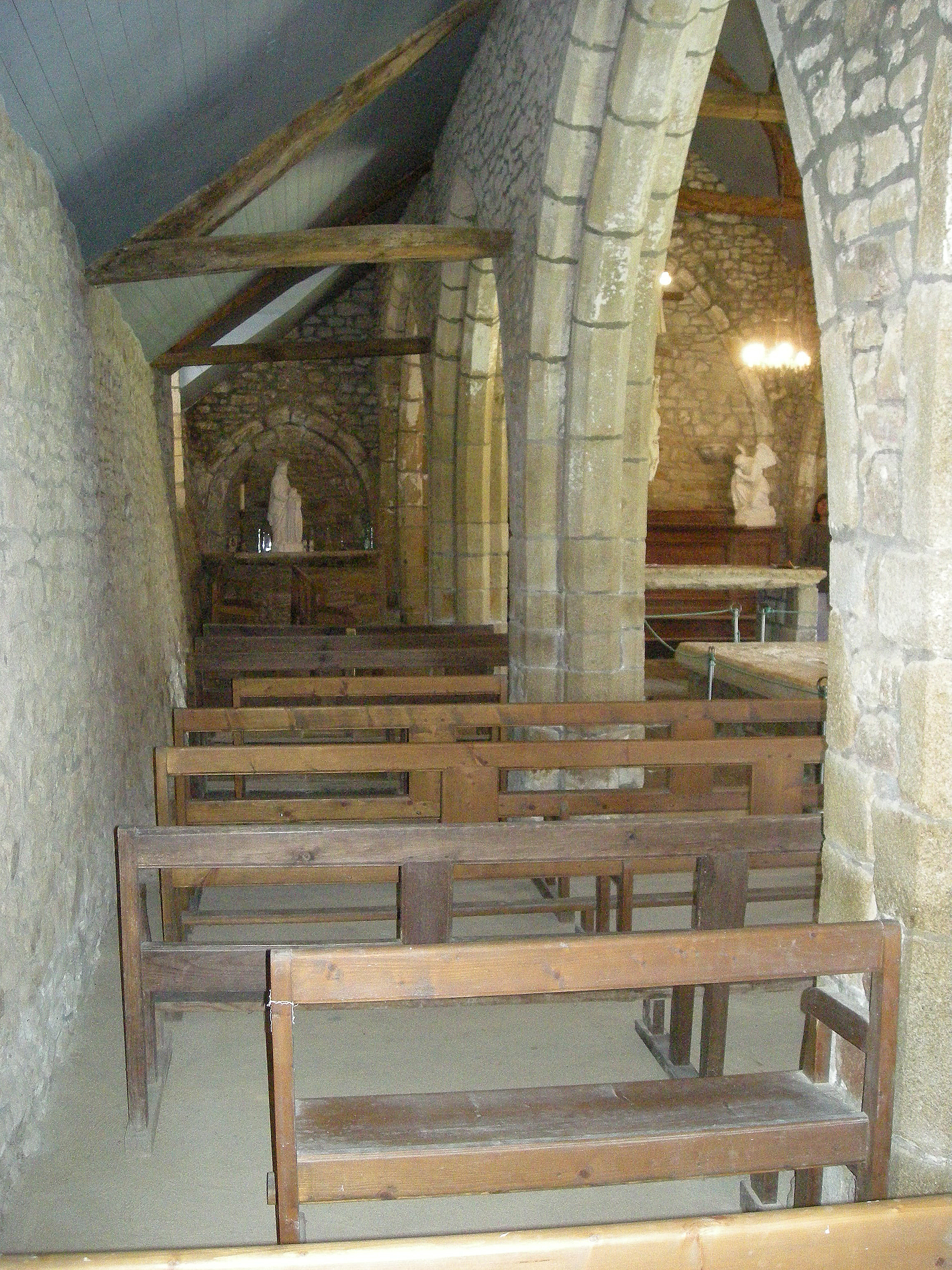
La gauche de la nef.
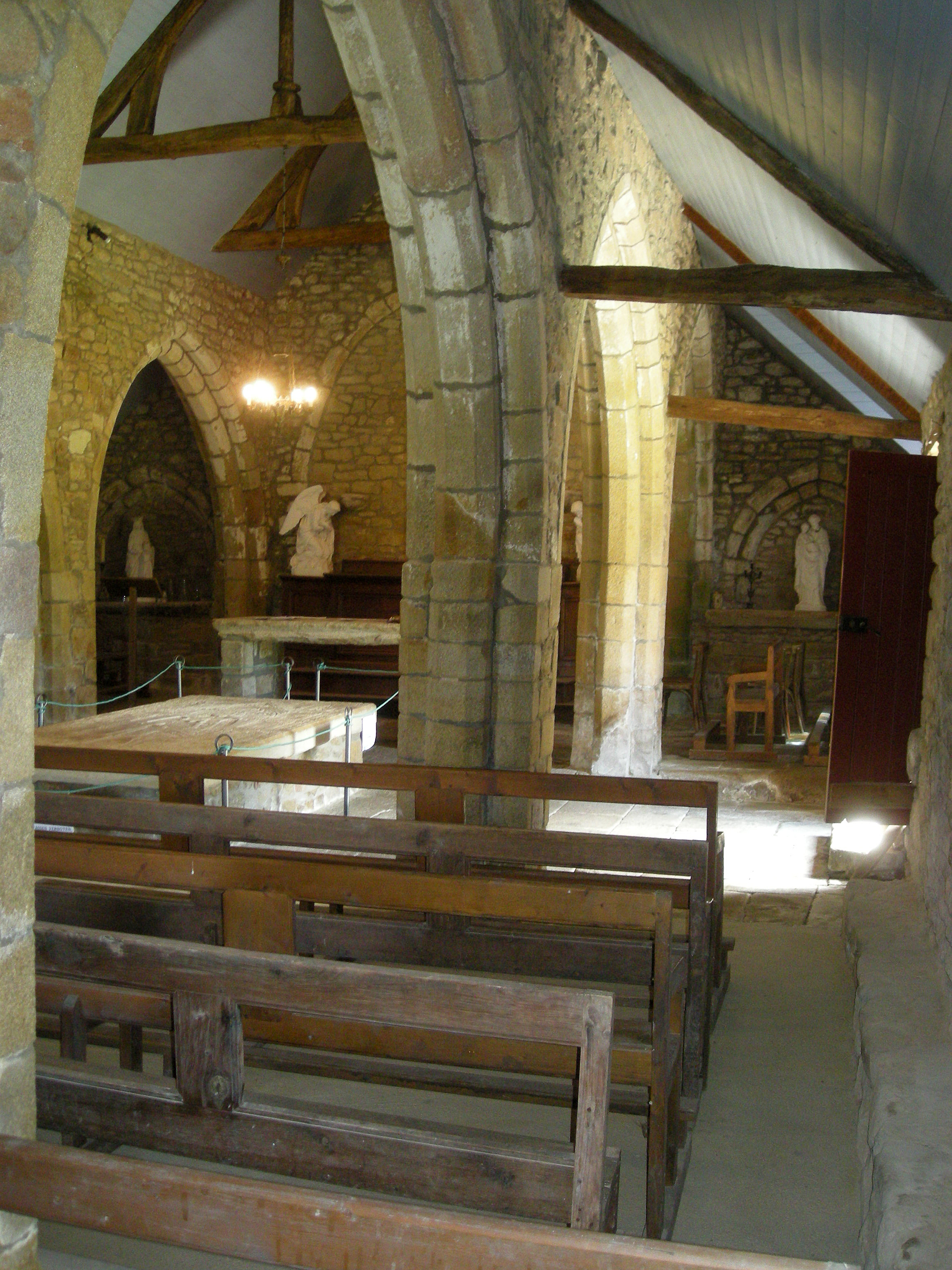
Ladroite de la nef.

La chapelle Notre-Dame de Pitié fait l’objet d’une inscription au titre des monuments historiques depuis le 3 novembre 1927.

## Architecture
La chapelle possède une nef et 2 bas-côtés

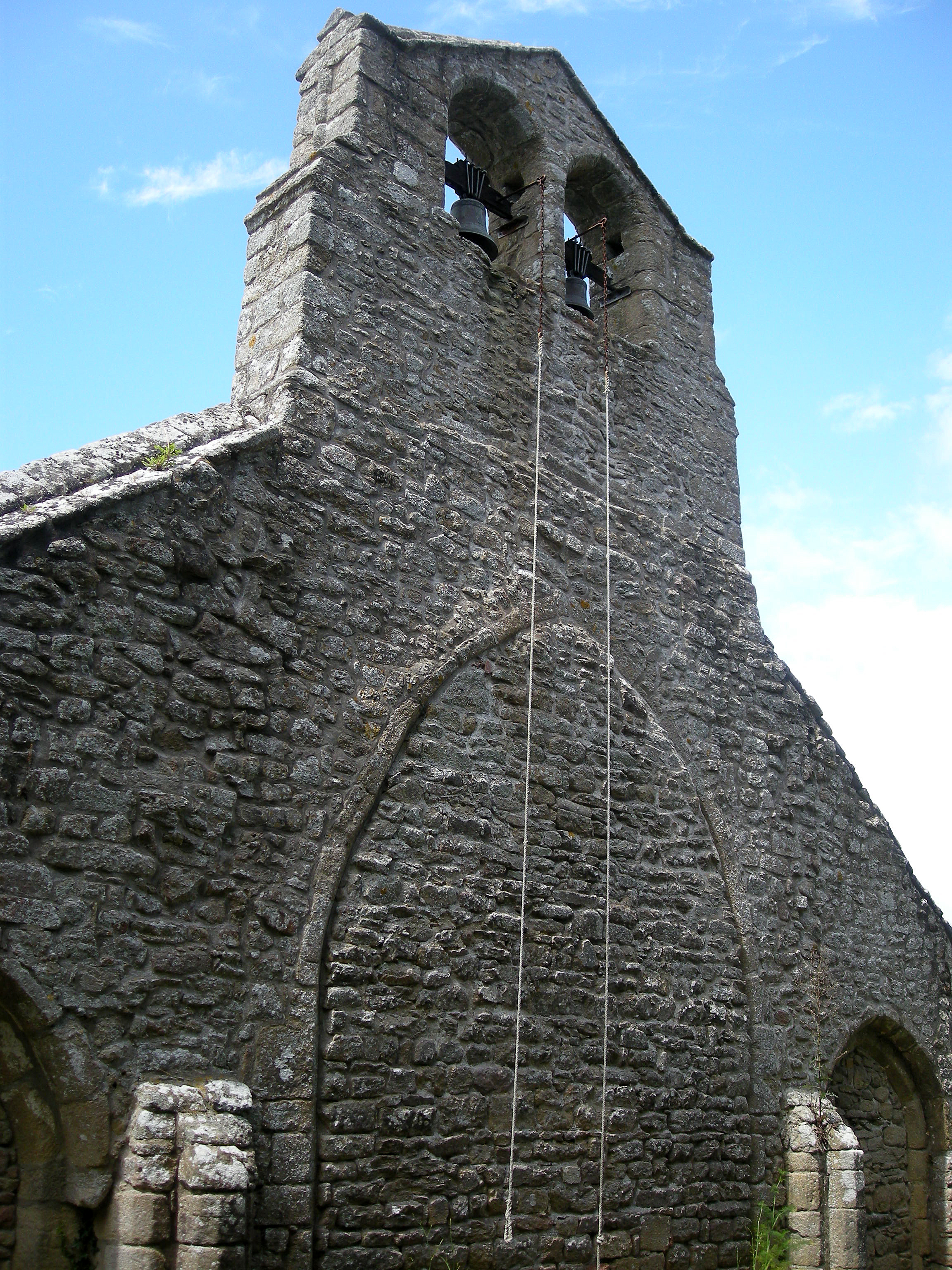
Le chevet où l'arc diaphragme de l'ancien chancel est visible, et le clocher à double baie cintrée.
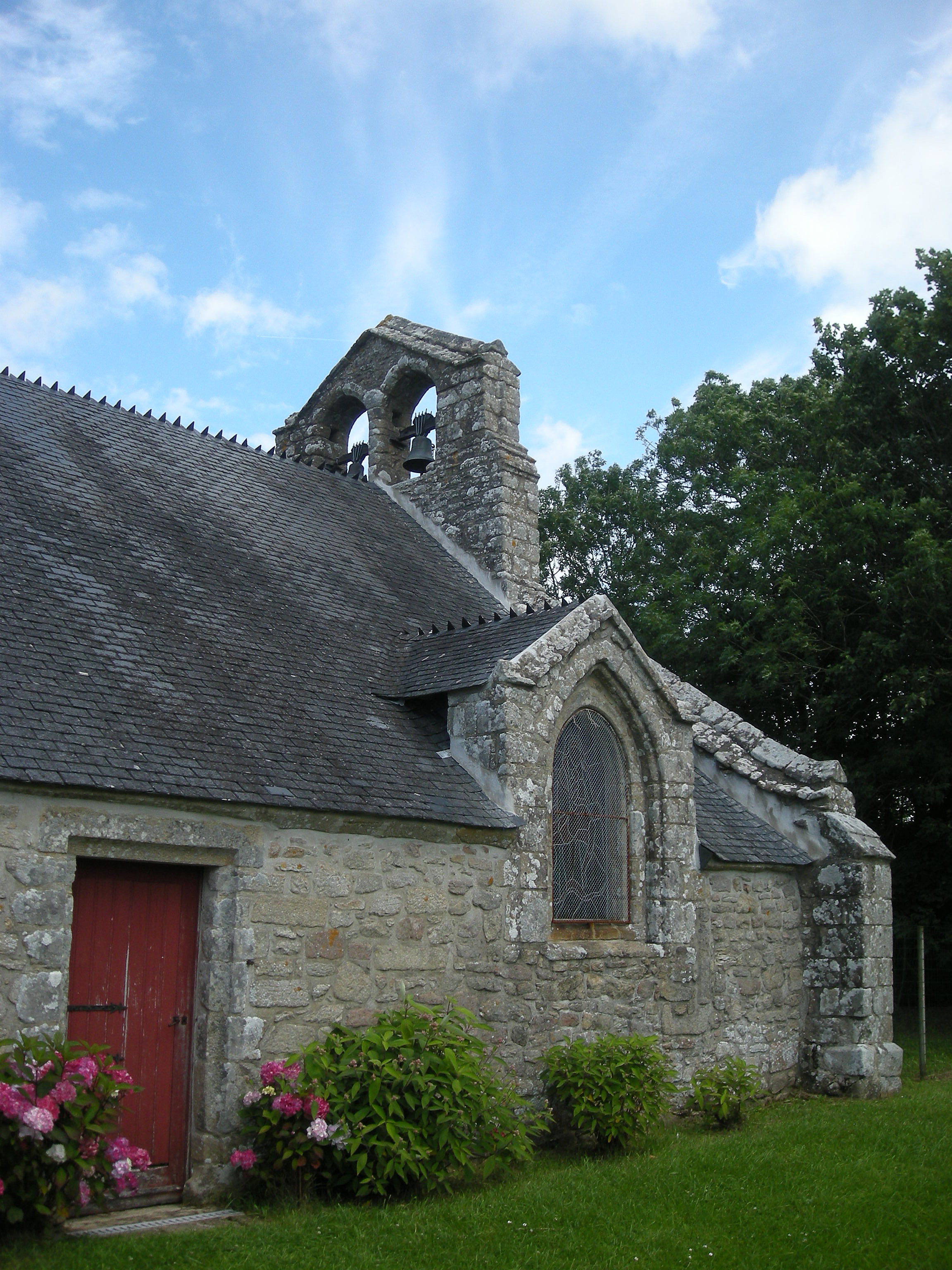
La façade sud
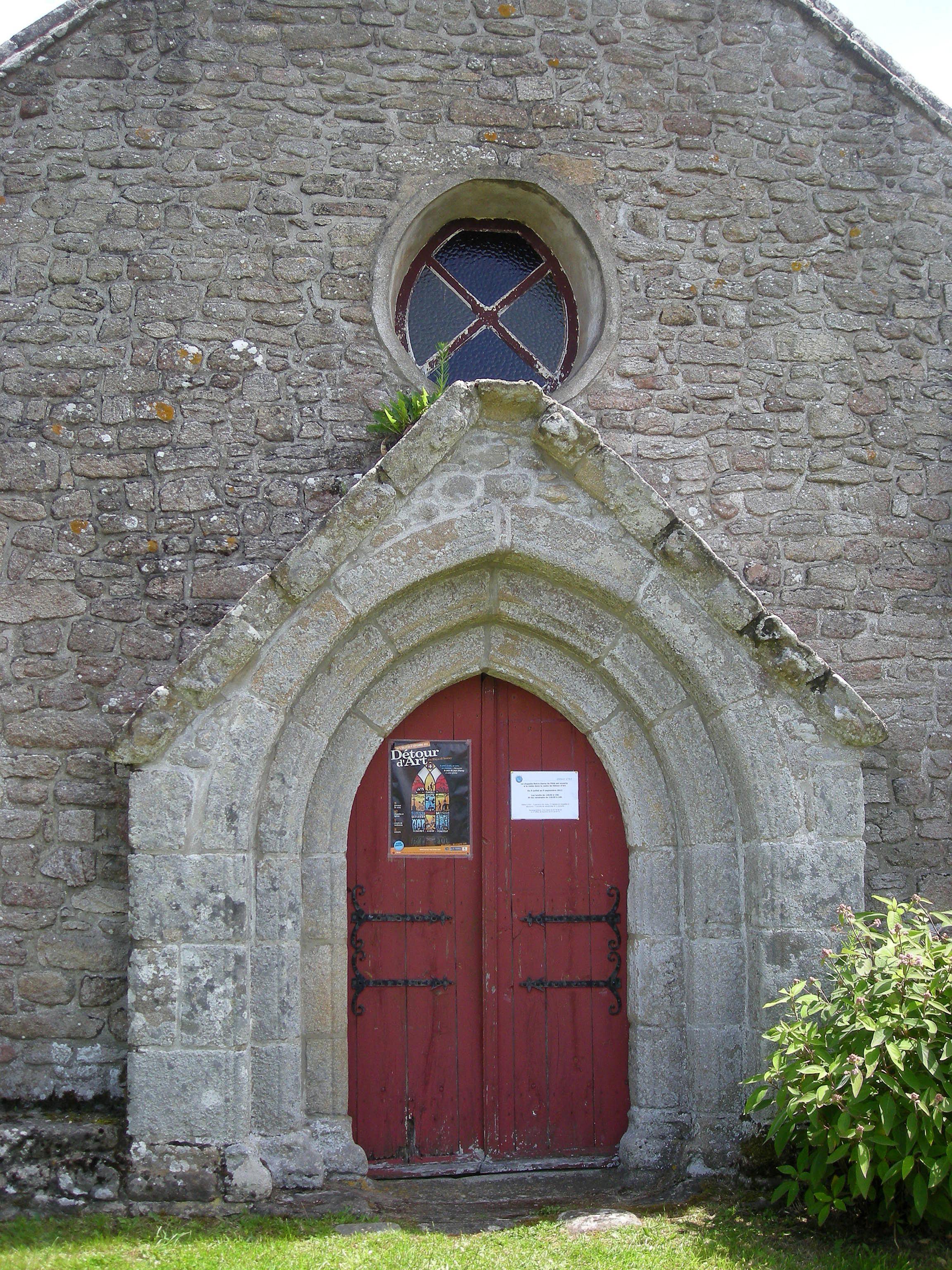
Le porche ou portail, occidental à triple archivolte.